# Kreits

Kaart van het Heilige Roomse Rijk met de kreitsen in de tweede helft van de 16e eeuw.

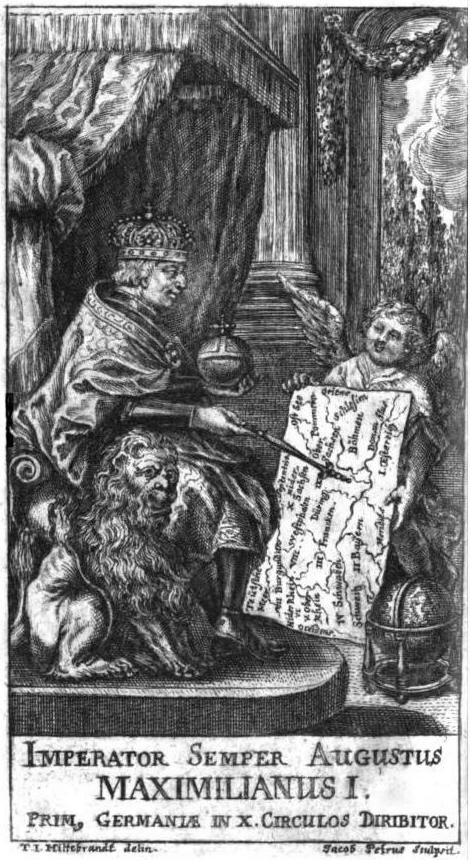
Keizer Maximiliaan I tekent de kreitsen op een landkaart. Tekening uit 1711.

Een kreits (Duits: Reichskreis) was een regionale groep staten binnen het Heilige Roomse Rijk. De kreitsen werden opgericht aan het begin van de 16e eeuw tijdens de Rijkshervorming. Ze bleven bestaan tot het einde van het Rijk in 1806. Het bestuur van een kreits werd uitgevoerd door de Kreitsdag (Kreistag). 
De kreitsen waren onder andere verantwoordelijk voor de handhaving van de vrede en de uitvoering van de uitspraken van de Rijkshofraad en het Rijkskamergerecht. 

## De kreitsen
De in 1500 opgerichte kreitsen:
- Beierse Kreits
- Boven-Rijnse Kreits
- Frankische Kreits
- Neder-Saksische Kreits
- Nederrijns-Westfaalse Kreits
- Zwabische Kreits

In 1512 werd deze eerste groep uitgebreid met vier nieuwe kreitsen:
- Bourgondische Kreits
- Keur-Rijnse Kreits
- Oostenrijkse Kreits
- Opper-Saksische Kreits

## Landen buiten de kreitsen
Een aantal landen bleef buiten de kreitsen van het Heilige Roomse Rijk. Dit waren:
- De landen die vielen onder de Boheemse Kroon: Bohemen, Moravië, Silezië en de Lausitz (Markgraafschap Opper-Lausitz en Markgraafschap Neder-Lausitz).(zie onderstaande tabel)
- Het Zwitsers Eedgenootschap, dat een semi-onafhankelijke status genoot.
- Diverse gebieden in Noord-Italië, die eveneens een zekere mate van zelfstandigheid kenden.
- Een aantal kleinere gebieden, zoals het graafschap Montbéliard (Mömpelgard). (zie onderstaande tabel)
- De gebieden van de rijksridderschap en de rijksdorpen.

| gebied                                              | opgegaan in                              | opmerking                                   |
| --------------------------------------------------- | ---------------------------------------- | ------------------------------------------- |
| koninkrijk Bohemen                                  |                                          |                                             |
| markgraafschap Moravië                              | Boheems kroonland                        |                                             |
| heerlijkheid Asch                                   | 1806 aan Bohemen                         | oorspronkelijk deel rijksland Eger          |
| rijkssticht Burtscheid                              | 1795 aan Frankrijk                       |                                             |
| proosdij Cappenberg                                 | 1802 geseculariseerd door Pruisen        |                                             |
| heerlijkheid Dreis                                  | 1795 aan Frankrijk                       | eigendom van abdij Echternach               |
| heerlijkheid Dyck                                   | 1795 aan Frankrijk                       | eigendom van Salm-Reifferscheid             |
| vrouwensticht Elten                                 | 1802 geseculariseerd door Pruisen        |                                             |
| heerlijkheid Freudenburg                            | 1795 aan Frankrijk                       |                                             |
| heerlijkheid Hoerstgen met ridderzetel Frohnenbruch | 1795 aan Frankrijk                       |                                             |
| land Hadeln                                         |                                          | behoort bij Saksen-Lauenburg                |
| heerlijkheid Homburg                                | 1806 aan groothertogdom Berg             | eigendom van Sayn-Wittgenstein              |
| heerlijkheid Jever                                  | 1818 aan groothertogdom Oldenburg        | eigendom van Rusland                        |
| markgraafschap Opper-Lausitz                        |                                          | Boheems kroonland                           |
| markgraafschap Neder-Lausitz                        |                                          | Boheems kroonland                           |
| heerlijkheid Kniphausen                             | 1808 aan koninkrijk Holland              | eigendom van Aldenburg-Bentinck             |
| rijksheerlijkheid Landskron                         | 1795 aan Frankrijk                       | eigendom van graaf van Nesselrode           |
| heerlijkheid Lebach                                 | 1795 aan Frankrijk                       | eigendom van vier heren                     |
| rijksheerlijkheid Mechernich                        | 1795 aan Frankrijk                       | eigendom van twee heren                     |
| graafschap Montbéliard (Mömpelgard)                 | 1796 aan Frankrijk                       | eigendom van hertog van Württemberg         |
| heerlijkheid Nalbach                                | 1795 aan Frankrijk                       |                                             |
| heerlijkheid Oberstein                              | 1795 aan Frankrijk                       | eigendom van Keur-Trier en Limburg-Styrum   |
| heerlijkheid Pyrmont                                | 1795 aan Frankrijk                       | niet te verwarren met Pyrmont van Waldeck   |
| heerlijkheid Rhade                                  | 1795 aan Frankrijk                       | eigendom van graaf van Nesselrode           |
| heerlijkheid Rheda                                  | 1806 aan groothertogdom Berg             | eigendom van graaf van Bentheim             |
| heerlijkheid Richold                                | 1795 aan Frankrijk                       | ligt in Limburg (NL)                        |
| heerlijkheid Saffenberg                             | 1795 aan Frankrijk                       | eigendom van hertog van Arenberg            |
| hertogdom Silezië                                   | verdeeld onder Pruisen en Oostenrijk     | Boheems kroonland                           |
| graafschap Glatz                                    | 1742 aan Pruisen                         | oorspronkelijk leen van Bohemen             |
| rijksheerlijkheid Schauen                           | 1808 aan koninkrijk Westfalen            |                                             |
| heerlijkheid Schaumburg                             | 1806 aan Nassau                          | niet te verwarren met graafschap Schaumburg |
| heerlijkheid Schönau                                | 1759/64 erkenning gezag hertog van Gulik | geen inwoners                               |
| abdij Schönthal                                     | 1802 geseculariseerd door Württemberg    |                                             |
| heerlijkheid Schüpfergrund                          | 1803 aan Leiningen                       | eigendom van o.a. de graaf van Hatzfeld     |
| heerlijkheid Schwarzenholz                          | 1795 aan Frankrijk                       | eigendom van vrouwenklooster Frauenlautern  |
| heerlijkheid Stein                                  | 1806 aan Nassau-Usingen                  |                                             |
| heerlijkheid Wasserburg                             | 1805 aan Beieren                         | eigendom van Oostenrijk                     |
| heerlijkheid Wildenburg                             | 1806 aan groothertogdom Berg             | eigendom van graaf van Hatzfeld             |
| kerspel Winden                                      | 1803 aan Nassau-Weilburg                 | bezit van klooster Arnstein                 |
| heerlijkheid Wijlre                                 | 1795 aan Frankrijk                       | ligt in Limburg (NL)                        |
| graafschap Fagnolle                                 | 1795 aan Frankrijk                       | eigendom van de prins de Ligne              |

Beierse Kreits · Bourgondische Kreits · Boven-Rijnse Kreits · Frankische Kreits · Keur-Rijnse Kreits · Nedersaksische Kreits · Oostenrijkse Kreits · Oppersaksische Kreits · Westfaalse Kreits · Zwabische Kreits